# Sentineleses
Los sentineleses son los habitantes de la isla Sentinel del Norte, perteneciente al archipiélago de las islas Andamán, en el océano Índico, y administrada oficialmente por la India. Son una de las etnias indígenas andamanesas.

## Características
Se cree que estos pueblos viajaron desde África hace unos 60,000 años. Desde entonces han vivido prácticamente sin contacto con otros pueblos, además de resistirse a ello, lo que los convierte en una de las etnias más aisladas y particulares del mundo.
Los sentineleses son una sociedad que se ha mantenido como cazadores-recolectores a lo largo de miles de años. Su subsistencia se debe a la caza, pesca y recolección de plantas silvestres. No hay ninguna evidencia de que practiquen la agricultura o que sepan encender fuego, aunque lo utilizan. Su crecimiento demográfico es tal que no supone una amenaza de destrucción de los recursos de la isla debido a las elevadas tasas de mortalidad.[cita requerida]
Desde 1967 las autoridades indias de Port Blair iniciaron un programa de contacto progresivo con los sentineleses, con éxito limitado. En 1974 atacaron al equipo que intentaba rodar el documental Man in Search of Man. El director acabó herido por una flecha y el grupo desistió de entablar comunicación con los isleños. El programa indio de contactos progresivos fue suspendido en la década de 1990 después de producirse, en el seno de un programa similar, numerosos muertos en encuentros hostiles con los jarawa de las islas Andamán del Sur y Andamán del Medio y por la posibilidad de introducir enfermedades. Según Anup Kapoor, antropólogo y académico de la Universidad de Nueva Delhi, el carácter agresivo de esta comunidad sería respuesta a la persecución y exterminio de que fueron víctimas hace muchos años por parte de británicos y japoneses, lo que explica el especial rechazo que los sentineleses muestran hacia personas vestidas de uniforme.
En un censo parcial de 2001 se contaron 39 personas, aunque se cree que rondaban las 250 (algunas estimaciones daban hasta 500 individuos). Se cree que el terremoto del océano Índico de 2004 afectó seriamente la isla Sentinel Norte, pudiendo haber muerto muchos de sus habitantes. Pero un vuelo en helicóptero, unos días después, confirmó que al menos varios sentineleses habían sobrevivido.
En enero de 2006, acabaron con la vida de dos pescadores que se acercaron a sus playas a pescar cangrejos.
En noviembre de 2018, asesinaron a un misionero estadounidense que se dirigía a la isla con intención de predicar el cristianismo.

## Actualidad
La isla es parte del territorio de las Islas Andamán y Nicobar dentro de la India. Sin embargo, son los propios sentineleses quienes ejercen el control sobre sus asuntos. El gobierno federal de la India se limita a supervisar su situación, así como a  limitar el contacto externo con la isla y sus pobladores.